# ブルーワン

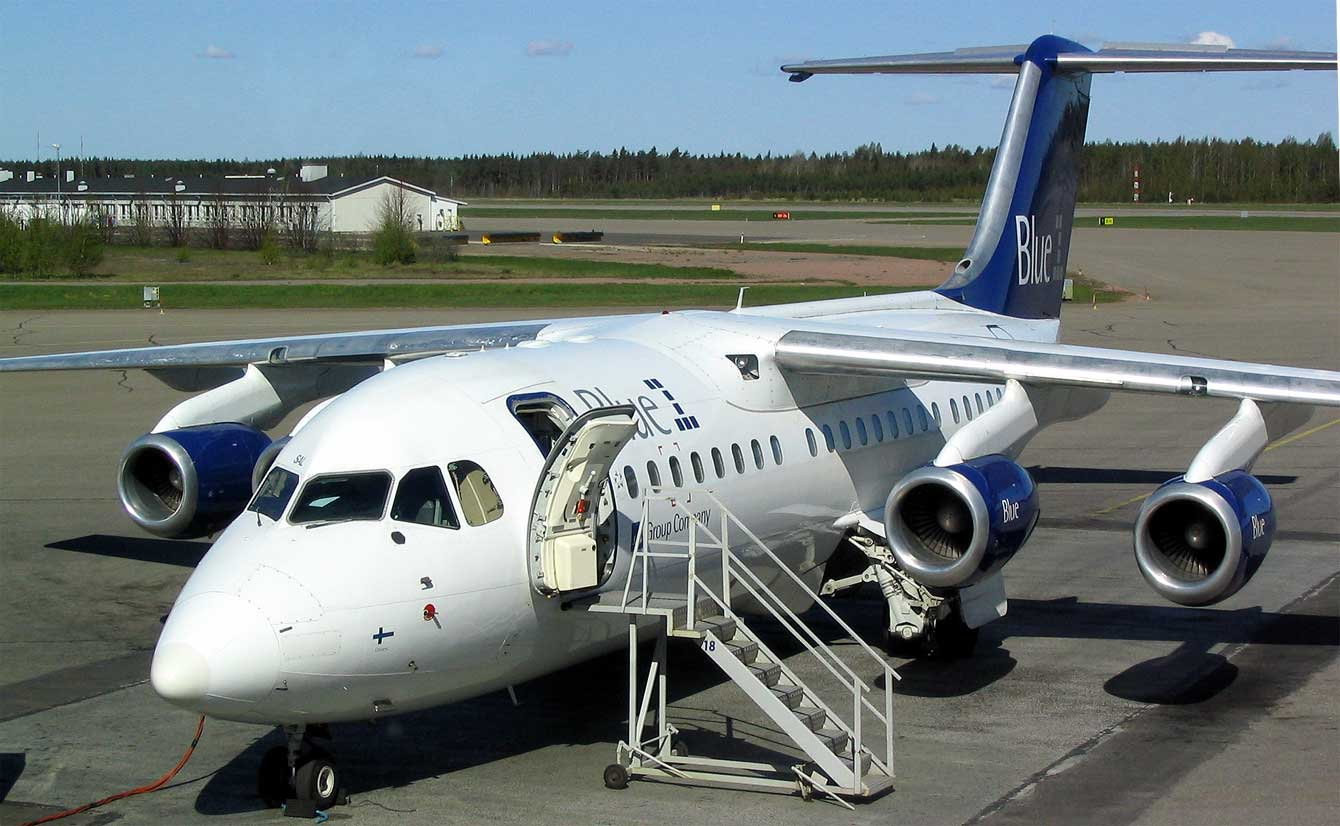
Blue1のAvro RJ85

ブルーワン (Blue1) は2015年までヘルシンキを拠点としていたフィンランドの航空会社である。

## 概要
ストックホルム、オスロ、コペンハーゲンを通じてSASスカンジナビア航空のフィンランド各地への地域航空ネットワークを形成している。
航空券の座席予約システム（CRS）は、アマデウスITグループが運営するアマデウスを利用している。

## 略歴
1987年にAir Botniaとして発足、翌1988年より運航を開始し、1998年にスカンジナビア航空の傘下に入った。2004年1月に格安航空会社Flying Finnが倒産すると、その路線に参入してネットワークを拡大した。2004年より現在の社名となっている。
2012年11月1日より、親会社のスカンジナビア航空の運航会社に改組され、その結果同年10月31日をもってブルーワン便名での運航は終了し、ANAマイレージクラブとの提携を終了した。同年11月1日からは当社便名で運航していた路線は、当社によるスカンジナビア航空名義での運航となった。
2015年10月、スカンジナビア航空はブルーワンをシティジェットへ売却すると発表した。同年12月、ブルーワンはすべての業務を停止し、Webサイトもスカンジナビア航空へリダイレクトされるようになる。翌2016年、ブルーワンはシティジェットへ吸収された。

## 保有機材
2015年12月現在保有している機材はない。